# کریستین کاوالری
کریستین کاوالِری (به انگلیسی: Kristin Cavallari)؛ زادهٔ ۵ ژانویهٔ ۱۹۸۷ یک هنرپیشه اهل ایالات متحده آمریکا است. وی از سال ۲۰۰۴ میلادی تاکنون مشغول فعالیت بوده‌است.

## فیلم‌شناسی

### فیلم
- ورونیکا مارس (۲۰۰۶)
- سی‌اس‌آی: نیویورک (۲۰۰۸)
- ون وایلدر: سال تازه وارد (۲۰۰۹)

### در نقش خودش
- مدل برتر بعدی آمریکا (۲۰۱۰)